# ロジ族
ロジ族（-ぞく）はザンビア西部に住む民族。ザンビア西部州に多い。
ザンベジ川上流の氾濫原、バロツェ平原に約50万人が住んでいる。王はリトゥンガと呼ばれる。土地や家畜を初め、すべてのものが王の物とされている。
ロジ人は19世紀にロジ王国を建設し、ザンベジ川上流域に勢力を伸ばした。1890年6月27日に英国とバロツェランド協定を結び、ロジ王国は英国の保護下に入ったものの、間接統治を受け、ある程度の独立性を保ち続けていた。1964年にザンビアが独立した際、バロツェランドの自治は廃止されたが、1990年の民主化とともに再び分離・自治要求が起きている。現在でも王国組織は存在しており、リトゥンガが乾季の王宮から雨季の王宮へと移動するクオンボカ祭りはザンビアでもっとも大きな祭りである。